# Hemerotrecha minima
Hemerotrecha minima är en spindeldjursart som beskrevs av Muma 1951. Hemerotrecha minima ingår i släktet Hemerotrecha och familjen Eremobatidae. Inga underarter finns listade i Catalogue of Life.